# Tafeltennis op de Olympische Zomerspelen
Tafeltennis is een van de sporten die op de Olympische Zomerspelen worden beoefend. De sport staat sinds 1988 op het programma van de Olympische Spelen.

## Onderdelen
| Onderdeel             | 88 | 92 | 96 | 00 | 04 | 08 | 12 | 16 | 20 | 24 | Totaal |
| --------------------- | -- | -- | -- | -- | -- | -- | -- | -- | -- | -- | ------ |
| Mannen enkel          | •  | •  | •  | •  | •  | •  | •  | •  | •  | •  | 10     |
| Mannen team           |    |    |    |    |    | •  | •  | •  | •  | •  | 5      |
|                       |    |    |    |    |    |    |    |    |    |    |        |
| Vrouwen enkel         | •  | •  | •  | •  | •  | •  | •  | •  | •  | •  | 10     |
| Vrouwen team          |    |    |    |    |    | •  | •  | •  | •  | •  | 5      |
|                       |    |    |    |    |    |    |    |    |    |    |        |
| Gemengd dubbel        |    |    |    |    |    |    |    |    | •  | •  | 2      |
| Afgevoerde onderdelen |    |    |    |    |    |    |    |    |    |    |        |
| Mannen dubbel         | •  | •  | •  | •  | •  |    |    |    |    |    | 5      |
| Vrouwen dubbel        | •  | •  | •  | •  | •  |    |    |    |    |    | 5      |
| Totaal                | 4  | 4  | 4  | 4  | 4  | 4  | 4  | 4  | 5  | 5  | 42     |

## Medailles
De Chinees Ma Long is de 'succesvolste medaillewinnaar' in het tafeltennis, hij veroverde zes gouden medailles. De eerste vrouw is de Chinese Wang Nan, zij veroverde vier keer goud en een keer zilver.

### Meervoudige medaillewinnaars
Onderstaande tabel geeft de top van meervoudige medaillewinnaars over alle disciplines bij het tafeltennis weer, aangevuld met de olympiërs die drie of meer medailles behaalden.
|                     | Olympiër           | Jaren     | Goud | Zilver | Brons | Totaal | Onderdelen                      |
| ------------------- | ------------------ | --------- | ---- | ------ | ----- | ------ | ------------------------------- |
| 01                  | Ma Long            | 2012-2024 | 6    | 0      | 0     | 5      | (m) enkel, team                 |
| 02                  | Wang Nan           | 2000-2008 | 4    | 1      | 0     | 5      | (v) enkel, dubbel, team         |
| 03                  | Deng Yaping        | 1992-1996 | 4    | 0      | 0     | 4      | (v) enkel, dubbel               |
| 03                  | Zhang Yining       | 2000-2008 | 4    | 0      | 0     | 4      | (v) enkel, dubbel, team         |
| 03                  | Chen Meng          | 2020-2024 | 4    | 0      | 0     | 4      | (v) enkel, team                 |
| 06                  | Ding Ning          | 2012-2016 | 3    | 1      | 0     | 4      | (v) enkel, team                 |
| 06                  | Li Xiaoxia         | 2012-2016 | 3    | 1      | 0     | 4      | (v) enkel, team                 |
| 06                  | Zhang Jike         | 2012-2016 | 3    | 1      | 0     | 4      | (m) enkel, team                 |
| 06                  | Fan Zhedong        | 2020-2024 | 3    | 1      | 0     | 4      | (m) enkel, team                 |
| 10                  | Ma Lin             | 2000-2008 | 3    | 0      | 0     | 3      | (m) enkel, dubbel, team         |
| 11                  | Wang Hao           | 2004-2012 | 2    | 3      | 0     | 5      | (m) enkel, dubbel               |
| 11                  | Sun Yingsa         | 2020-2024 | 2    | 3      | 0     | 5      | (v) enkel, gemengddubbel, team  |
| 13                  | Liu Guoliang       | 1996-2000 | 2    | 1      | 1     | 4      | (m) enkel, dubbel               |
| 13                  | Qiao Hong          | 2000-2008 | 2    | 1      | 1     | 4      | (v) enkel, dubbel               |
| 15                  | Kong Linghui       | 1996-2000 | 2    | 1      | 0     | 3      | (m) enkel, dubbel               |
| 16                  | Wang Liqin         | 2000-2008 | 2    | 0      | 2     | 4      | (m) enkel, dubbel, team         |
| 16                  | Guo Yue            | 2004-2012 | 2    | 0      | 2     | 4      | (v) enkel, dubbel, team         |
| 3 of meer medailles |                    |           |      |        |       |        |                                 |
|                     | Dimitrij Ovtcharov | 2008-2016 | 0    | 2      | 4     | 6      | (m) enkel, team                 |
|                     |                    |           |      |        |       |        |                                 |
|                     | Yoo Nam-kyu        | 1988-1996 | 1    | 0      | 3     | 4      | (m) enkel, dubbel               |
|                     | / Chen Jing        | 1996-2000 | 1    | 2      | 1     | 4      | (v) enkel, dubbel               |
|                     | Timo Boll          | 2012-2020 | 0    | 2      | 2     | 4      | (m) team                        |
|                     | Mima Ito           | 2016-2020 | 1    | 1      | 2     | 4      | (v) enkel, team, gemengd dubbel |
|                     | Jun Mizutani       | 2016-2020 | 1    | 1      | 2     | 4      | (m) enkel, team, gemengd dubbel |
|                     |                    |           |      |        |       |        |                                 |
|                     | Hyun Jung-hwa      | 1988-1992 | 1    | 0      | 2     | 3      | (v) enkel, dubbel               |
|                     | Wang Tao           | 1992-1996 | 1    | 2      | 0     | 3      | (m) enkel, dubbel               |
|                     | Ryu Seung-min      | 2004-2012 | 1    | 1      | 1     | 3      | (m) enkel, team                 |
|                     | Feng Tian Wei      | 2008-2012 | 0    | 1      | 2     | 3      | (v) enkel, team                 |
|                     | Xu Xin             | 2016-2020 | 2    | 1      | 0     | 3      | (m) team, gemengd dubbel        |

### Medaillespiegel
N.B. Medaillespiegel is bijgewerkt tot en met de Olympische Spelen van 2024.
| Plaats | Land           | NOC    | Goud | Zilver | Brons | Totaal |
| ------ | -------------- | ------ | ---- | ------ | ----- | ------ |
| 1      | China          | CHN    | 37   | 21     | 8     | 66     |
| 2      | Zuid-Korea     | KOR    | 3    | 3      | 14    | 20     |
| 3      | Japan          | JPN    | 1    | 4      | 5     | 10     |
| 4      | Zweden         | SWE    | 1    | 3      | 1     | 5      |
| 5      | Duitsland      | GER    | 0    | 4      | 5     | 9      |
| 6      | Noord-Korea    | PRK    | 0    | 2      | 3     | 5      |
| 7      | Frankrijk      | FRA    | 0    | 1      | 3     | 4      |
| 8      | Singapore      | SIN    | 0    | 1      | 2     | 3      |
| 8      | Chinees Taipei | TPE    | 0    | 1      | 2     | 3      |
| 10     | Joegoslavië    | YUG    | 0    | 1      | 1     | 2      |
| 10     | Hongkong       | HKG    | 0    | 1      | 1     | 2      |
| 12     | Denemarken     | DEN    | 0    | 0      | 1     | 1      |
| Totaal | Totaal         | Totaal | 42   | 42     | 46*   | 130    |

* In 1992 werden op ieder onderdeel twee bronzen medailles uitgereikt.

## Trivia
- Jean-Michel Saive, Jörgen Persson en Zoran Primorac zijn de enige tafeltennisspelers die zich sinds 1988 hebben geplaatst voor de daaropvolgende 7 Olympische Spelen. Deze reeks kwam voor alle drie ten einde tijdens de Spelen van 2016.

Seoel 1988 · 
Barcelona 1992 · 
Atlanta 1996 · 
Sydney 2000 · 
Athene 2004 · 
Peking 2008 · 
Londen 2012 · 
Rio de Janeiro 2016 ·
Tokio 2020 ·
Parijs 2024 ·
Los Angeles 2028
Medaillewinnaars 
Olympische Zomerspelen
Olympische Winterspelen
Gerelateerd
Olympische Jeugdspelen · Paralympische Spelen · Deaflympische Spelen · Special Olympic World Games
IOC · COA · BOIC · NOC*NSF · NAOC · SOC